# ウィチャイ・ピァンヌコチョン
ウィチャイ・ピァンヌコチョン（1952年2月 - ）は、言語教育学者。専門は、タイ語教授法。
東京外国語大学外国語学部教授（特任外国語教員）。

## 略歴
- 1975年3月  東京外国語大学外国語学部日本語学科卒業
- 1977年3月  一橋大学大学院社会学研究科修士課程修了、指導教官中川学[1]
- 1980年3月  一橋大学大学院社会学研究科博士課程単位取得退学
- 1980年5月  タイ国立教育研究所研究員
- 1982年4月  東京外国語大学外国語学部 客員教授（外国人教師）

## 著書
- 『暮らしと仕事の会話集タイ語』（ナツメ社、1993年）